# Nền cổ Hoa Nam
Nền cổ Hoa Nam hay lục địa Hoa Nam, nền cổ Dương Tử là một lục địa hay nền cổ cổ đại, bao gồm Nam và Đông nam Trung Quốc (vì thế mà có tên gọi này), một phần Đông Dương và các phần khác của Đông Nam Á như Borneo và các đảo cận kề. Hoa Nam từng là một phần của nhiều siêu lục địa trong quá khứ; bao gồm Rodinia, Pannotia, Gondwana, Pangaea, Laurasia và Eurasia.
Khoảng 1 tỷ năm trước (Hậu Nguyên sinh), siêu lục địa Rodinia đã hình thành. Hoa Nam là một phần của siêu lục địa này. Khi đó nó có ranh giới với đại dương Mirovia ở phía bắc, lục địa Siberia ở phía đông, Australia ở phía tây và Laurentia ở phía nam. Khoảng 750 Ma, trong kỷ Cryogen, Rodinia rạn nứt ra và Hoa Nam trở thành lục địa cô lập.
Khoảng 100 triệu năm sau, các mảng đã tách rời này của Rodinia lại tổ hợp cùng nhau để tạo ra siêu lục địa Pannotia. Hoa Nam va chạm với Hoa Bắc và Đông Gondwana (chủ yếu là Australia). Khi Pannotia tách ra vào khoảng 550 Ma (trong kỷ Ediacara), Hoa Nam (và cả Hoa Bắc) trở thành một phần của Đông Gondwana và tồn tại cùng nó trong nhiều triệu năm. Sau đó, trong kỷ Silur (khoảng 125 triệu năm sau khi Pannotia tách ra), Hoa Nam và Hoa Bắc đã trôi dạt ra xa Gondwana và di chuyển ngang qua nền của đại dương Proto-Tethys cổ đại đang bị thu hẹp lại. Một đại dương mới đã hình thành tại phía nam của nó, gọi là đại dương Paleo-Tethys. Vào Hậu Than đá (khoảng 300 Ma), trong khi Hoa Bắc va chạm với Siberia và Kazakhstania, khép lại hoàn toàn đại dương Proto-Tethys thì Hoa Nam trở thành một lục địa độc lập. Trong phần lớn thời gian của kỷ Permi, Hoa Nam nằm trong các vĩ độ thuộc vùng nhiệt đới. Điều này được thể hiện bằng sự tồn tại của thạch tùng (Lycopodiopsida) khổng lồ có từ kỷ Than đá tại đây trong khi phần lớn thạch tùng khổng lồ tại các khu vực khác đã biến mất. Khi đó Hoa nam là cô lập với siêu lục địa Pangaea mới hình thành. Cimmeria, một tiểu lục địa bao gồm các khu vực ngày nay là Tây Tạng, Iran, Thổ Nhĩ Kỳ và một phần của Đông Nam Á, đã trôi dạt khỏi Gondwana (giống như Hoa Bắc và Hoa Nam đã từng như vậy) và hướng về Laurasia. Đại dương Paleo-Tethys bắt đầu thu hẹp lại trong khi biển Tethys bắt đầu mở rộng ra. Trong Trung Trias (245-228 Ma), phần phía đông của Cimmeria va chạm với Hoa Nam, và chúng cùng nhau di chuyển về phía bắc, về hướng Laurasia. Trong Tiền Jura (200-175 Ma), Hoa Nam va chạm với Hoa Bắc, tạo thành Trung Quốc lục địa như ngày nay. Kể từ đó Hoa Bắc và Hoa Nam đã gắn liền với nhau cho tới nay. Phần lớn Hoa Nam trở thành các dãy núi do sự va chạm của tiểu lục địa Ấn Độ với vùng bờ biển phía nam của Cimmeria.